# Bayfront/Calle E (Tranvía de San Diego)
Bayfront/Calle E es una estación del Trolley de San Diego localizada en Chula Vista, California que funciona con la línea Azul. La siguiente estación Sur es Calle H y la siguiente estación Norte es Calle 24 de la misma línea.

## Zona
La estación se encuentra localizada entre la Calle E y la Autovía San Diego.

## Conexiones
Las líneas de buses que sirven a esta estación son los autobuses de las Rutas 704, 705 y 932.